# Kleinblittersdorf
Kleinblittersdorf és un municipi de la comunitat regional de Saarbrücken a l'estat federat alemany de Saarland. Està situat a 10 km al sud de Saarbrücken.
És veí del municipi de Grosbliederstroff a França, només separat pel Saar que fa de frontera. Fins al segle xvi formaven una sola localitat anomenada Blittersdorf.

## Nuclis
- Auersmacher
- Bliesransbach
- Kleinblittersdorf
- Rilchingen-Hanweiler
- Sitterswald